# La Chapelle-Saint-Martin-en-Plaine
 La Chapelle-Saint-Martin-en-Plaine  es una población y comuna francesa, en la región de Centro, departamento de Loir y Cher, en el distrito de Blois y cantón de Mer.

## Demografía
| 590 | 621 | 606 | 590 | 552 | 591 |
| Para los censos de 1962 a 1999 la población legal corresponde a la población sin duplicidades (Fuente: INSEE [Consultar]) |     |     |     |     |     |